# 奥尔斯贝格
奥尔斯贝格（德語：Olsberg，發音：[ˈɔlsbɛʁk] ⓘ）是德国北莱茵-威斯特法伦州阿恩斯贝格行政区上绍尔兰县的城市，面积118平方千米，2023年12月31日人口为14,481人。